# شیخ ابوالبرکات
هبةالله بن المبارک البغدادی مشهور به شیخ ابوالبرکات از عرفای قرن ششم هجری قمری است. وی در طریقت از مریدان شیخ احمد غزالی و شیخ ابوالفضل بغدادی و جانشین شیخ ابوالفضل بغدادی است و به عنوان قطب نهم بعد از غیبت کبرای امام دوازدهم در سلسلهٔ نعمت‌اللهی به حساب می‌آید.
یکی از شعرا در مورد وی این بیت را سروده است:
| صد هزاران شیخ ظاهر مات شد |  | تا یکی چون شیخ ابوالبرکات شد |

## نسبت خرقه شیخ ابوالبرکات
«شاه نعمت‌الله در بیان نام مشایخ خود چنین سروده است:
| شیخ ما کامل و مکمّـل بود        |  | قطب وقت و امام عادل بود                |
| گاه ارشاد چون سخن گفتی         |  | دُر توحید را نکوسُـفتی                   |
| یافعی بود (و) نام عبدالله      |  | رهرو رهروان آن درگاه                   |
| صالح بربریّ روحانی              |  | شیخِ شیخِ من است تا دانی                 |
| پیر او هم کمال کوفی بود        |  | کز کمالش بسی کمال(ها) فزود (بفزود)     |
| باز باشد ابوالفتوحِ صعید (سعید) |  | که سعید (صعیدی) است آن سعید شهی (شهید) |
| از ابی مدین او عنایت یافت      |  | به کمال از ولیّ ولایت یافت              |
| مغربی بود مشرقی به صفا         |  | آفتاب تمام و مه‌سیما                    |
| شیخ ابی‌مدین است شیخ (سعید)     |  | که نظیرش نبود در توحید                 |
| دیگر آن عارفِ ودود بوَد          |  | کنیت او ابوالسـّعود بود                 |
| بود در اندلس ورا مسکن          |  | بس کرم کرد روح او با من                |
| پیر او بود هم ابوالبرکات       |  | به جمال و کمال و ذات و صفات            |
| باز ابوالفضل بود بغدادی        |  | أفضل فاضلان به استادی                  |
| شیخِ او احمد غزالی بود          |  | مظهر کامـل جلالی بود»                  |

هبةالله بن المبارک البغدادی شیخ ابوالبرکات ← شیخ ابوالفضل بغدادی ← شیخ احمد غزالی (۵۲۰–۴۵۲ ه. ق) ← ابوبکر نساج (درگذشته ۴۸۷ ه. ق) ← شیخ ابوالقاسم گُرّکانی (متولّد احتمالاً ۳۵۰ ه. ق - درگذشته ۴۵۰ ه. ق) ← شیخ ابوعثمان مغربی سعید بن سلام (۳۷۳–۲۴۳ ه. ق) ← ابوعلی کاتب (درگذشته ۳۴۹ یا ۳۵۶ ه. ق) ← شیخ ابوعلی رودباری (درگذشته ۳۲۰ تا ۳۲۳ ه. ق) ← جنید بغدادی (متولّد ۲۲۰ ه. ق- درگذشته ۲۹۷ یا ۲۹۸ ه. ق)

## ذکر شیخ ابوالبرکات در منابع تاریخی
در برخی منابع از وی نام برده شده است. از جملهٔ این منابع:
- مرآت الجنان تألیف شیخ عبدالله یافعی
- بحر المعارف تألیف ملا عبدالصمد همدانی
- حبیب السیر تألیف غیاث‌الدین خواندمیر
- ریاض العاشقین تألیف محمد آقا مجتهدزاده قره باغی
- طرائق الحقائق تألیف نایب‌الصدر شیرازی
- شمس التواریخ تألیف شیخ اسدالله ایزدگشسب گلپایگانی (درویش ناصرعلی)

## ذکر شیخ ابوالبرکات دربحر المعارفمولی عبدالصمد همدانی
مولی عبدالصمد همدانی در کتاب بحر المعارف دو سخن از قول شیخ ابوالبرکات نقل کرده است. وی می‌نویسد:
- «ابوالبرکات گفته است که: هر کس که خواهد که دعای وی مستجاب شود آداب دعا را باید نگاه دارد؛ و آداب دعا آن است که دلش حاضر بود و طعام حلال خورد و لباس حلال پوشد.»[۳]
- «ابوالبرکات گفته است که: خُلق نیکو فاضل‌تر است از همه مرتبتی، و جوهر مردان به خُلق نیکو ظاهر شود و معیار در تصوفْ خُلق است، و هر که او را خُلق نیکوتر او صوفی‌تر.»[۴]

## معاصرین شیخ ابوالبرکات
مشایخ معاصر وی عبارتند از:
- خواجه مودود چشتی
- سید احمد بن الحسن الرفاعی
- شیخ محیی‌الدین عبدالقادر گیلانی
- ضیاءالدین ابوالنجیب عبدالقادر سهروردی

همچنین از محدثین معاصر وی می‌توان به حافظ ابوسعید عبدالکریم بن محمد بن منصور السمعانی و از فقها به ابوالبرکات النحوی معروف به این الانباری عبدالرحمن بن محمد بن ابی سعید اشاره کرد.

## مشابهت اسم شیخ ابوالبرکات با یکی دیگر از عرفا
یکی دیگر از عرفا را که نام وی ابوالبرکات تقی الدیّن علی الدوّستی السمنانی و از اصحاب شیخ رکن‌الدین علاءالدوله سمنانی (درگذشته ۲۲ رجب ۷۳۶. ق) بوده و شرح حالش در نفحات الانس شیخ نورالدین عبدالرحمن جامی آمده است نباید با هبةالله بن المبارک البغدادی مشهور به شیخ ابوالبرکات یکی دانست. نایب‌الصدر شیرازی در طرائق الحقائق در ذیل شرح حال شیخ ابوالبرکات، همین اشتباه تاریخی را که در برخی منابع رخ داده است یادآوری می‌نماید: «از غرایب اشتباهات آن است که در کتاب ریاض العاشقین در گلبن سیم مذکور است به این عبارت: عارف سمنانی شیخ ابوالبرکات و هو تقی‌الدین علی الدوستی. آن جناب از اهل سمنان است و با شیخ رکن‌الدین علاءالدوله سمنانی که از مشاهیر عرفاست معاصر بوده‌اند؛ و در ادامه این حکایت را که در نفحات مذکور است بیان می‌نماید….» و به ذکر حکایتی که در کتاب نفحات الانس شیخ نورالدین عبدالرحمن جامی در ذیل نام ابوالبرکات تقی الدیّن علی الدوّستی السمّنانی آمده است می‌پردازد. نایب‌الصدر شیرازی در ادامه با ذکر سال درگذشت شیخ علاءالدوله سمنانی و مقایسهٔ آن با سال درگذشت شیخ ابوالبرکات اثبات می‌نماید که ابوالبرکات تقی الدیّن علی الدوّستی السمّنانی با هبةالله بن المبارک البغدادی مشهور به شیخ ابوالبرکات متفاوت است و از نظر تاریخی با هم منطبق نیستند.

## مزار شیخ ابوالبرکات
مطابق قول نایب‌الصدر شیرازی در طرائق الحقائق شیخ ابوالبرکات در آبادی‌ای به نام ابدالان در نزدیکی شهر تویسرکان در استان همدان مدفون است. اکنون نیز مقبره‌ای در آن روستا به نام امامزاده ابوالبرکات واقع است.
نایب‌الصدر شیرازی در طرائق الحقائق آورده است:
بعضی معتقدند که مزار فیض آثار جناب قدوةالابرار شیخ ابوالبرکات در تویسرکان در قریهٔ ابدالان است؛ و آنجا بقعه و مقبره‌ای‌ست و به خط قدیم شبیه کوفی یا میخی بر سنگ منقوش است. می‌گویند میرزا بهرام وزیر اسدآباد که قریب به تویسرکان است سررشته و ربطی از خواندن آن خط داشته و خوانده است که مزار شیخ ابوالبرکات بغدادی‌ست و صورت وقفنامهٔ آن دِه که ابدالان است نیز در آن سنگ ثبت است وقف بر همان بقعهٔ مبارکه است؛ و بعضی می‌گویند امامزاده است و محقّقا قبر انوارالبرکات است.